# 田野 (电子竞技运动员)
田野（1998年6月6日—，游戏ID：Meiko ），一位中国英雄联盟职业运动员，目前是IG電子競技俱樂部《英雄联盟》分部辅助选手。2015年MSI季中邀请赛上，EDG战队以3-2战胜SKT战队获得冠军。2018年8月29日，雅加达亚运会电子竞技表演赛英雄联盟决赛上，中国代表队3-1击败韩国代表队，获得金牌。2021年11月7日，EDG战队以3-2战胜DK战队，获得2021年英雄联盟全球总决赛冠军，同时Meiko成为LPL职业联赛首位大满贯选手。

## 早年经历
2012年7月，田野开始玩《英雄联盟》，在游戏等级达到30之后，田野开始打排位赛。此时，田野的游戏天分开始凸显出来，实力和段位不断提升。

## 职业生涯

### 2014年
2014年4月，田野加入Rayunion战队，游戏ID为Mad后改为Azure。全国电子竞技大赛小组赛中，Rayunion战队击败当年世界亚军RYL战队。TGA冬季赛中，Rayunion战队未能在小组赛出线，失去晋级LSPL职业联赛的资格，队伍随后解散。转会期中，EDG战队教练阿布邀请田野加入战队，田野加入EDG战队后，ID改为Meiko。

### 2015年
春季赛决赛，EDG战队3-2战胜LGD战队，获得参加2015年MSI季中邀请赛的门票。MSI季中邀请赛决赛，EDG战队以3-2成功击败SKT战队，夺得冠军并被评选为世界最佳团队。EDG战队参加了2015年德玛西亚杯，以3-0击败OMG战队获得冠军。EDG战队在夏季赛中以常规赛第一名晋级季后赛，但在EDG战队3-1输给IG战队，获得第四名。
S5全球总决赛小组赛的分组中，EDG战队与SKT战队、H2k Gaming战队、Bangkok Titans战队并入同一个小组，最终EDG战队以小组第二的成绩晋级淘汰赛。在四分之一决赛面对Fnatic战队，EDG战队0-3输给Fnatic战队，止步八强。

### 2016年
夏季赛常规赛，EDG战队以常规赛第一晋级季后赛。在半决赛中，EDG战队3-2击败WE战队。决赛中，EDG战队3-0击败RNG战队，夺得冠军，并以LPL职业联赛一号种子出战S6全球总决赛。在S6全球总决赛四分之一决赛中，EDG战队1-3输给ROX Tigers战队，止步八强。

### 2017年
春季赛半决赛中，EDG战队1-3输给RNG战队 ，随后以3-2击败OMG战队获得季军。2017年夏季赛决赛中，EDG战队以3-2击败RNG战队夺得冠军。
S7全球总决赛小组赛中，EDG战队和AHQ战队并列小组第三，未能晋级淘汰赛。

### 2018年
2018年6月，田野与苏汉伟(遊戲ID：xiye)、简自豪(遊戲ID：Uzi)、史森明(遊戲ID：Ming)、严君泽(遊戲ID：Letme)、刘世宇(遊戲ID：Mlxg)入选2018年雅加达亚运会英雄联盟电子体育表演项目中国代表队，出征东亚赛区预选赛并成功晋级亚运会正赛，8月将前往雅加达。7月8日，英雄联盟亚洲对抗赛决赛在中国大连体育中心体育馆进行，中国LPL战队以3比2战胜了韩国LCK战队，获得了亚洲赛区的团队冠军。8月29日，雅加达亚运会电竞表演项目《英雄联盟》决赛，中国代表队3-1战胜韩国代表队，夺得亚运会历史上首个英雄联盟项目金牌。

### 2021年
2021年夏季赛决赛，EDG战队3-1击败FPX战队，这是EDG战队时隔1462天再次夺得LPL联赛冠军，也是队史第六个联赛冠军，同时成为LPL职业联赛一号种子出战S11全球总决赛。
S11全球总决赛小组赛，EDG战队以小组第二晋级淘汰赛。八强赛中，EDG战队3-2击败RNG战队挺进半决赛，队史首次晋级全球总决赛四强。半决赛中，EDG战队3-2击败GEN.G战队挺进决赛。决赛中，EDG战队以3-2战胜DK战队，获得冠军，同时Meiko成为LPL职业联赛首位大满贯选手。

### 2022年
2022年春季赛季后赛第二轮EDG战队1-3输给WBG战队，无缘MSI季中邀请赛。2022年夏季赛季后赛败者组决赛3-0输给TES战队，无缘夏季赛决赛。冒泡赛胜者组决赛，EDG战队3-1战胜RNG战队获得参加S12全球总决赛的名额。

### 2023年
2023年5月5日，田野入选杭州亚运会电子竞技国家集训队名单。9月29日杭州亚运会电子竞技项目英雄联盟季军赛中，中国队2-1战胜越南队获得铜牌。

### 2024年
2024年4月14日，春季赛季后赛败者组决赛，TES战队3-1战胜JDG战队，同时获得MSI季中邀请赛资格。2024年4月20日，春季赛决赛上BLG战队3-1战胜TES战队，TES战队获得亚军。

## 成就

### 个人奖项
- 2015年LPL最佳辅助[29]
- 2015年LPL最佳新人[30]
- 2016年LPL最佳辅助
- 2017年LPL最佳辅助[31]
- 2021年LPL最佳辅助
- 2022年LPL最佳辅助
- LPL历史总最高出场次数选手[32]
- LPL历史最高总助攻选手[32]
- LPL历史总胜场选手[32]
- LPL满贯王[32]

### 团队奖项
- 2015年德玛西亚杯重庆站冠军[33]
- 2015年LPL春季赛冠军[34]
- 2015年MSI季中邀请赛冠军[1]
- 2015年德玛西亚杯北京站冠军[35]
- 2015年S5世界总决赛八强[10]
- 2015年德玛西亚杯总决赛冠军[36]
- 2016年LPL春季赛亚军[37]
- 2016年LPL夏季赛冠军[11]
- 2016年S6全球总决赛八强[12]
- 2016年德玛西亚杯总决赛冠军[38]
- 2017年LPL春季赛季军[13]
- 2017年LPL夏季赛冠军[39]
- 2017年德玛西亚杯冬季赛冠军[40]
- 2018年LPL春季赛亚军[41]
- 2018年全球总决赛八强[42]
- 2018雅加达亚运会英雄联盟项目金牌[3]
- 2019年德玛西亚杯亚军[43]
- 2021年LPL夏季赛冠军[20]
- 2021年英雄联盟全球总决赛冠军[44]

## 职业数据
田野辅助位职业数据统计
| 赛事名称                 | 平均每局KDA  | 战绩（胜/负） | 参考资料 |
| ------------------------ | ------------ | ------------- | -------- |
| 2015年LPL春季赛          | 1.3/2.6/12.5 | 41/8          | [ 45 ]   |
| 2015年MSI季中邀请赛      | 1.7/2.8/15.2 | 10/3          | [ 45 ]   |
| 2015年LPL夏季赛          | 1.2/2.8/10.7 | 35/16         | [ 45 ]   |
| 2015年德玛西亚杯——北京   | 2.0/2.0/12.8 | 11/2          | [ 45 ]   |
| 2015年S5LPL预选赛        | 1.2/3.0/15.8 | 5/1           | [ 45 ]   |
| 2015年全球总决赛         | 0.8/2.2/8.7  | 4/5           | [ 45 ]   |
| 2015年德玛西亚杯——武汉   | 0.6/2.4/10.0 | 6/3           | [ 45 ]   |
| 2016年LPL春季赛          | 0.9/2.4/10.7 | 29/13         | [ 45 ]   |
| 2016年LPL夏季赛          | 0.9/2.9/12.8 | 38/7          | [ 45 ]   |
| 2016年德玛西亚杯——苏州   | 1.2/2.3/13.8 | 15/1          | [ 45 ]   |
| 2016年全球总决赛         | 0.9/2.5/8.6  | 5/6           | [ 45 ]   |
| 2017年LPL春季赛          | 1.4/2.4/9.2  | 33/19         | [ 45 ]   |
| 2017年德玛西亚——长沙站   | 1.5/2.8/12.2 | 1/3           | [ 45 ]   |
| 2017年LPL夏季赛          | 1.0/2.2/9.51 | 30/15         | [ 45 ]   |
| 2017年亚洲对抗赛         | 0.8/3.5/9.5  | 1/3           | [ 45 ]   |
| 2017年全国电子竞技大赛   | 0.6/2.4/8.4  | 2/3           | [ 45 ]   |
| 2017年全球总决赛         | 0.3/1.3/9.8  | 2/4           | [ 45 ]   |
| 2017年全明星赛           | 1.3/3.5/11.1 | 8/3           | [ 45 ]   |
| 2017年德玛西亚杯——青岛站 | 1.2/1.2/11.3 | 11/1          | [ 45 ]   |
| 2018年LPL春季赛          | 0.8/1.7/7.5  | 34/22         | [ 45 ]   |
| 2018年德玛西亚杯珠海站   | 0.4/2.1/8.6  | 3/4           | [ 45 ]   |
| 2018年LPL夏季赛          | 0.9/2.5/9.2  | 28/22         | [ 45 ]   |
| 雅加达亚运会             | 2.5/2.2/6.2  | 1/3           | [ 45 ]   |
| 2018年亚洲对抗赛         | 0.3/1.7/7.3  | 2/1           | [ 45 ]   |
| LPLS8资格赛              | 1.3/1.9/10.0 | 6/3           | [ 45 ]   |
| S8全球总决赛 入围赛      | 1.0/0.9/8.6  | 6/1           | [ 45 ]   |
| S8全球总决赛             | 0.9/2.6/9.1  | 5/5           | [ 45 ]   |
| 2018年德玛西亚杯——西安站 | 0.7/2.0/7.7  | 5/5           | [ 45 ]   |
| 2019年LPL春季赛          | 0.8/2.4/7.9  | 21/18         | [ 45 ]   |
| 2019年全国电子竞技大赛   | 0.8/2.8/12.8 | 8/4           | [ 45 ]   |
| 2019年LPL夏季赛          | 0.8/2.2/9.3  | 26/18         | [ 45 ]   |
| 2019年德玛西亚杯         | 0.6/3.3/9.4  | 10/8          | [ 45 ]   |
| 2020年LPL春季赛          | 0.7/2.8/8.7  | 27/22         | [ 45 ]   |
| 2020年LPL夏季赛          | 0.7/2.7/9.1  | 20/18         | [ 45 ]   |
| 2021年LPL春季赛          | 1.0/2.7/9.3  | 35/14         | [ 45 ]   |
| 2021年LPL夏季赛          | 0.9/2.3/10.0 | 25/10         | [ 45 ]   |
| S11全球总决赛            | 0.7/2.0/9.0  | 13/8          | [ 45 ]   |